# ۵۷ خرچنگ
۵۷ خرچنگ یک ستاره است که در صورت فلکی خرچنگ قرار دارد.